# Murray Van Wagoner

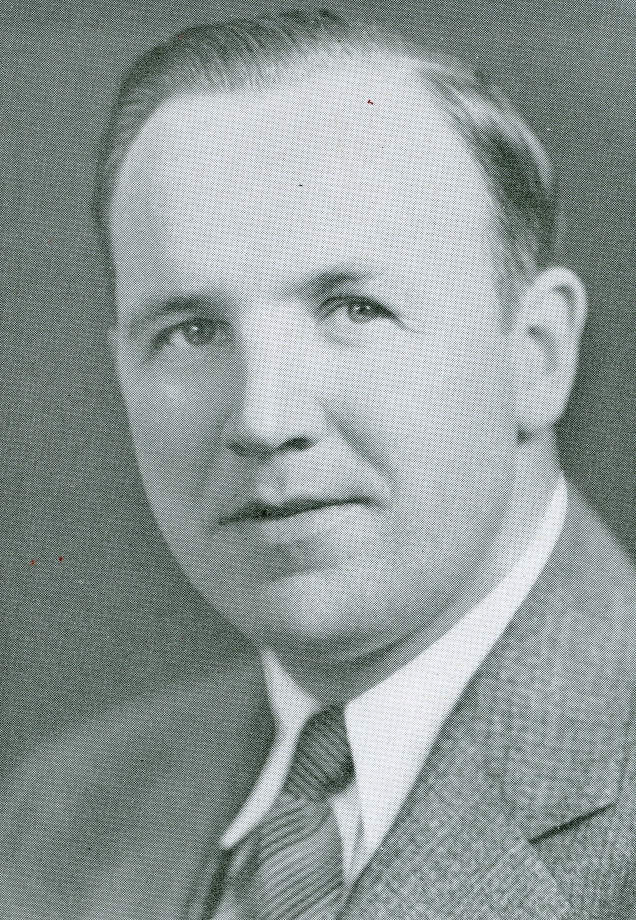
Murray Van Wagoner.

Murray Delos Van Wagoner, född 18 mars 1898 i Tuscola County, Michigan, död 12 juni 1986 i Oakland County, Michigan, var en amerikansk demokratisk politiker. Han var guvernör i delstaten Michigan 1941–1943.
Van Wagoner utexaminerades 1921 från University of Michigan och grundade senare ett eget företag. Han besegrade ämbetsinnehavaren Luren Dickinson i guvernörsvalet 1940. Två år senare förlorade han mot utmanaren Harry Kelly och försöket till comeback i guvernörsvalet 1946 slutade i förlust mot republikanen Kim Sigler.
Van Wagoner var anglikan och frimurare. Hans grav finns på White Chapel Memorial Park Cemetery i Oakland County.